# Risen 3: Titan Lords
Risen 3: Titan Lords — компьютерная ролевая игра, разработанная немецкой студией Piranha Bytes и выпущенная компанией Deep Silver для платформ Microsoft Windows, PlayStation 3 и Xbox 360 в 2014 году. Это продолжение игр Risen и Risen 2: Dark Waters.

## Игровой процесс
Игру разрабатывают на улучшенном графическом ядре Risen 2: Dark Waters. В игре, как и прежде, придётся время от времени смотреть на загрузочные экраны. Географически место событий напоминает средневековую Европу, с элементами Средиземноморья и тропиков. Все локации сделаны вручную. Кроме того, большое количество локаций в игре перенесено (с изменениями) из Risen 2 Dark Waters. По словам авторов, это — самый масштабный мир, созданный студией.
Боевая система Risen 3 ближе к Gothic и Gothic 2, чем к предыдущим частям Risen: четыре базовых приёма и комбо. В качестве оружия предоставлены мечи, топоры, мушкеты, арбалеты и 3 вида магии: кристаллы, руны и магия Вуду. Магия будет доступна герою в виде одноразовых заклинаний или постоянных умений, при условии, что герой вступит в нужную фракцию. Чтобы игроки могли заранее выбрать, на какие умения и заклинания им стоит сделать упор, герой получит в прологе полный набор высокоуровневых талантов. В третьей части игры улучшены алгоритмы, отвечающие за поиск маршрута для NPC, главный герой умеет плавать. Также разработчики обещают не выпускать больше мелкие DLC, а делать по-настоящему весомые дополнения.

### Сюжет
Главный герой «Risen 3: Titan Lords» — персонаж, известный как Безымянный, но не тот же герой, что был игровым персонажем «Risen» и «Risen 2: Dark Waters». Новый протагонист — сын пирата Эмануэля «Стальной Бороды» и старший брат Пэтти (спутницы героя предыдущих частей). В самом начале игры он, вместе со своей сестрой Пэтти, отправляется на Крабовый Берег в поисках храма с сокровищами, в храме его душу поглощает могущественный повелитель теней, а его тело погибает на руках Пэтти. Спустя 3 недели после погребения, главного героя возвращает к жизни шаман-вуду Бонс. Теперь его цель — вернуть себе потерянную душу, для этого придётся заручиться поддержкой одной из фракций в игре, вновь собрать команду, обзавестись кораблём и попутно спасти мир от новой угрозы.
В игре можно встретить знакомых по предыдущим частям персонажей, таких как Бонс, Пэтти, Джаффар, Грегориус «Стальная Борода», Себастьяно, Вентуро, Карлос, Слэйн, Инквизитор Мендоса и многих других, а также главного героя предыдущих частей «Risen». Как и принято в играх Piranha Bytes, развитие сюжета связано с несколькими противоборствующими сторонами — здесь их три. Пираты, сотрудничающие с туземцами, охотники на демонов и стражи, защищающие изгнанных магов.

### Группировки
Игра обязывает игрока присоединиться к одной из трех фракций, действующих на островах: охотников на демонов, стражей или пиратов-вуду. Выбор группировки влияет на задания, умения, получаемые предметы доспехов и на прохождение в целом. Охотники на демонов — это группа темных рыцарей, связанных древним обетом уничтожать демонов и любую нежить. Они ставят перед собой цель вернуть былую славу Железному заливу и полуразрушенной Цитадели, в которой обитают. Стражи — это воины, сопровождающие магов в их экспедиции на остров Таранис; маги ищут в шахтах острова кристаллы, наполненные магической энергией. Третья группировка — это пираты, заключившие договор с туземцами острова Кила и обладающие магией Вуду.

### Магия
В игре присутствуют три вида магии: магия кристаллов, магия рун и магия вуду. Научиться тому или иному типу магии можно после вступления в определенную фракцию. Магия кристаллов имеет самый богатый набор атакующей магии, в то время как в магии рун преобладают заклинания поддержки персонажа. Магия вуду в основном специализирована на проклятьях и ослаблении противника. У каждого типа магии есть как минимум одно заклинание ближнего боя, телекинез и заклинание для исцеления персонажа.

## Отзывы и продажи
| Сводный рейтинг | Сводный рейтинг | Сводный рейтинг |
| Издание         | Оценка          | Оценка          |
| Издание         | PC              | PS4             |
| --------------- | --------------- | --------------- |
| GameRankings    | 66,74 %         | 53,30 %         |
| Metacritic      | N/A             | 65/100          |

Игра получила смешанные отзывы. На сайте-агрегаторе Metacritic средняя оценка игры составляет 65 из 100 на основе 49 обзоров для платформы PC.
Летом 2018 года, благодаря уязвимости в защите Steam Web API, стало известно, что точное количество пользователей сервиса Steam, которые играли в игру хотя бы один раз, составляет 342 772 человека.